# Die Elster auf dem Galgen (Roman)
Die Elster auf dem Galgen (Сарока на шыбеніцы) ist ein belarussischer Roman von Alhierd Bacharevič aus dem Jahr 2009. Er verbindet Elemente der Dystopie, des Kriminal-, Liebes- und Bildungsromans sowie der „Emigrationsprosa“.

## Aufbau
Dem Roman ist ein Zitat aus Edgar Allan Poes Erzählung Berenice vorangestellt: „Alas! the destroyer came and went / – and the victim – where is she?“ Dem Motto folgt eine knapp halbseitige metafiktionale Überlegung des Ich-Erzählers über „jetzt modern[es]“ Geschichtenerzählen, das am Ende anfängt. Dann beginnt die Geschichte der jungen Belarussin Vieranika Baćkaŭa mit dem Hinweis: „In circa fünf Minuten ist sie tot.“ Als Ich-Erzähler tritt Vieranikas Ex-Freund auf. Dieser lebt im „freiwilligen Exil“, in einer „regenreichen nördlichen Hafenstadt“ im „Land der Windkraftanlagen“. Seine Erzählung beinhaltet vier Hauptstränge. Dominierend sind die drei über Vieranika, d. h.
- Episoden aus ihrem „politisch unbedarften“[5] Leben: wie aus einem unschuldigen Mädchen eine vom System überzeugte, loyale Mitarbeiterin des staatlichen Sicherheitsdienstes wurde
- Episoden ihrer virtuellen Existenz: wie sie sich in einem Online-Rollenspiel als Regima neu entwarf und zuerst zu Schneewittchen wurde, dann aber an den tyrannisch-perversen Lex geriet und sich in sadomasochistische „freiwilligen Sklaverei“[3] begab – was in digitaler Mordkomplizenschaft mündete
- Beschreibungen ihrer Ermordung, ihres Sterbens sowie ihres toten Körpers bei der Obduktion.

Der vierte Erzählstrang behandelt das Exilleben des (im Text namenlos bleibenden) Ich-Erzählers.
Der Roman ist in 12 Kapitel untergliedert. Diese geben Vieranikas Leben nicht chronologisch wieder, sondern sind laut Bacharevič „zwölf Reisen durch den Körper einer Frau.“ Jedes Kapitel bezieht sich auf eines ihrer Körperteile: Haar, Beine, Ohren, Zunge, Nase, Bauch, Vagina, Zähne, Lippen, Brüste, Finger und Augen. Dabei wird die Geschichte immer wieder unter anderen Aspekten dargestellt. Eingeflochten sind Exkurse des Ich-Erzählers über:
- postmortale Zerfallsprozesse des menschlichen Körpers
- Ceroplastiken im florentinischen Museum La Specola
- Žukovskijs mystisch-religiöse Ideen zum Tod
- Hawley Crippens Mord an seiner Frau Cora
- die Massenmigration von Europa nach Amerika im 19. Jahrhundert
- Asyl und das „Gefasel“[7] von Exilautoren
- Russlands Wesen
- deutsche Intercity-Züge
- den „gekrönte[n] Hochstapler“[8] Paulo Coelho und seinen Roman Veronika beschließt zu sterben
- das Haar der Berenike
- Berenices Zähne
- Mascara-Bürstchen und Wimpernzangen
- das Gemälde Die Elster auf dem Galgen

## Herkunft und Deutung des Titels

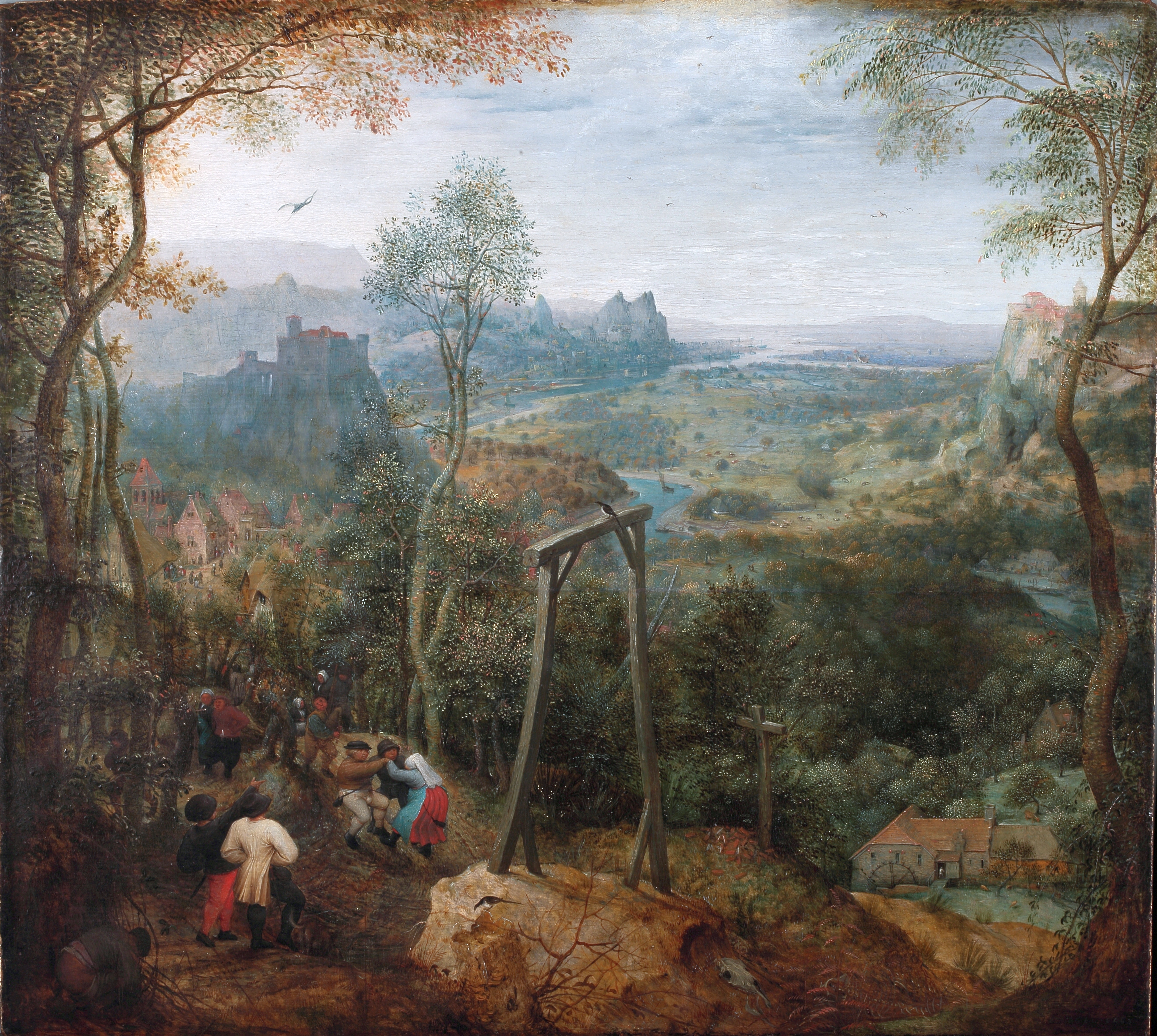
Bruegels Landschaft mit der Elster auf dem Galgen, 1568

Der Romantitel bezieht sich auf das gleichnamige Gemälde von Pieter Bruegel der Ältere.
Der Roman spielt in einer „teilweise auffällig an Belarus erinnernden“ postsowjetischen Diktatur, in der Nonkonforme als „Faschisten“ gelten und in „Virtuelle Konzentrationslager“ (VKZ) verbracht werden. Vieranika ist als Beamtin in der VKZ-Verwaltung tätig. Wie die Elster im Bruegels Gemälde kümmert es sie nicht, in welch grausamem Umfeld sie sich befindet – was Vieranikas „unreflektierten Systemgläubigkeit“ zeigt.
Ewa Szarkowska verweist auf die Mehrdeutigkeit des Titels, der durch die politische Situation in Belarus eine besondere Aufladung erfahre: So symbolisiere die Elster die Lüge. Auch habe sie bereits in der germanischen und keltischen Mythologie als Vorbote des Todes gegolten. Neben den vordergründigen Deutungen des Galgens beschreibt Szarkowska diesen auch als Aussichtsplattform der Elster und damit als Symbol allgegenwärtiger Überwachung. Ulrike Baureithel sieht zudem einen Bezug zwischen Erzählstruktur und dem titelgebenden Gemälde, „bei dem der Betrachter die Elster auf dem Galgen auch erst nach und nach wahrnimmt“. Auch von Vieranika entsteht erst allmählich ein vollständiges Bild.
Das Gemälde selbst begegnet Vieranika während einer Vorlesung als unscharfe Dia-Projektion auf einer beschriebenen Tafel: „Ein Bild eben, Michelangelo-Raffael-Leonardodavinci, einer von ihnen würde es schon sein. Viel Wald, ein Stück Himmel, Berge. Irgendetwas Verschwommenes im Vordergrund.“
Im Exil hat der Ich-Erzähler eine Reproduktion des Gemäldes in seinem Zimmer aufgehängt und sieht nun mehr darauf als in seiner Heimat: „Zum Beispiel sehe ich jetzt endlich die Elster. Früher habe ich nur den Galgen gesehen.“ In einem seiner Exkurse kolportiert er einen möglichen Subtext des Bildes: In den Spanischen Niederlanden sei der Tod allgegenwärtig gewesen und habe deshalb seinen Schrecken verloren. Der Ich-Erzähler verwirft jedoch alle Interpretationsansätze und postuliert, Bruegel habe bei seinem Gemälde hauptsächlich Schönheit im Sinn gehabt.

## Intertextuelle Referenzen
Bacharevič bezeichnete Die Elster auf dem Galgen als Hommage an seine „Meister“ James Joyce, Vladimir Nabokov, Franz Kafka sowie an Witold Gombrowicz.
Im Text finden sich zahlreiche Anspielungen und Zitate u. a. aus Jorge Amados Dona Flor und ihre zwei Ehemänner, Joseph Brodskys Briefe an einen römischen Freund, Lewis Carrolls Alice im Wunderland, Paulo Coelhos Veronika beschließt zu sterben, Wladislaw Chodassewitschs Europäische Nacht, Friedrich Engels’ Herrn Eugen Dührings Umwälzung der Wissenschaft, Gogols Aufzeichnungen eines Wahnsinnigen, Wilhelm Hauffs Das kalte Herz, Franz Kafkas Die Verwandlung, Vladimir Nabokovs Sieh doch die Harlekine!, Ilf & Petrows Das goldene Kalb, Poes Berenice, Jules Vernes Die Kinder des Kapitän Grant sowie Die große kosmische Reise (Regie: Walentin Michalkow, UdSSR 1974) und Die schwarze Katze (1979).

## Ausgaben
- Сарока на шыбеніцы (Roman), Minsk: Lohvinaŭ, 2009, ISBN 978-985-6901-08-2.
  - Die Elster auf dem Galgen, übers. ins Deutsche von Thomas Weiler, Leipzig: Leipziger Literaturverlag, 2010, ISBN 978-3-86660-104-8.
  - Sroka na szubienicy, übers. ins Polnische von Igor Maksymiuk und Jan Maksymiuk, Sejny: Pogranicze, 2021, ISBN 978-83-66143-34-0.

## Würdigungen
Der Roman stand in seiner polnischen Übersetzung 2022 auf der Shortlist des Literacka Nagroda Europy Środkowej Angelus.